# Studentenvakbond
Een studentenvakbond is een vereniging die de belangen van studenten behartigt.
Haar activiteiten kunnen onder meer bestaan uit:
- het verdedigen van materiële belangen van studenten, bijvoorbeeld op het gebied van studiefinanciering, collegegeld en huisvesting;
- het streven naar beter onderwijs en onderzoek;
- het streven naar betere onderwijsfaciliteiten zoals collegezalen, computers e.d.;
- het vertegenwoordigen van studenten richting beleidsmakers op universitair, regionaal en nationaal niveau, zowel binnen als buiten reguliere medezeggenschapsorganen;
- het streven naar verbetering van de samenleving, via bijvoorbeeld vrouwenemancipatie, milieuacties of betere verdeling van woonruimte, onder andere via kraken.
- het organiseren van acties, zoals debatten, bezettingen en demonstraties om aandacht te vestigen op de positie en wensen van studenten.

Een studentenvakbond kan per instelling, per stad of per land zijn georganiseerd. Veel studentenvakbonden waren in de jaren 60 van de twintigste eeuw sterk gepolitiseerd. Door de toenemende individualisering is de belangstelling voor studentenvakbonden sinds de jaren 90 op haar retour.

## Geschiedenis
De studentenvakbonden (soms studentenverenigingen genoemd, niet te verwarren met de studentengezelligheidsverenigingen en corpora) werden in Nederland actief ten bate van de belangenbehartiging van studenten en de democratisering van de universiteiten. Dit begon met de bezetting van de hogeschool van Tilburg (de "Karl Marx-universiteit") 

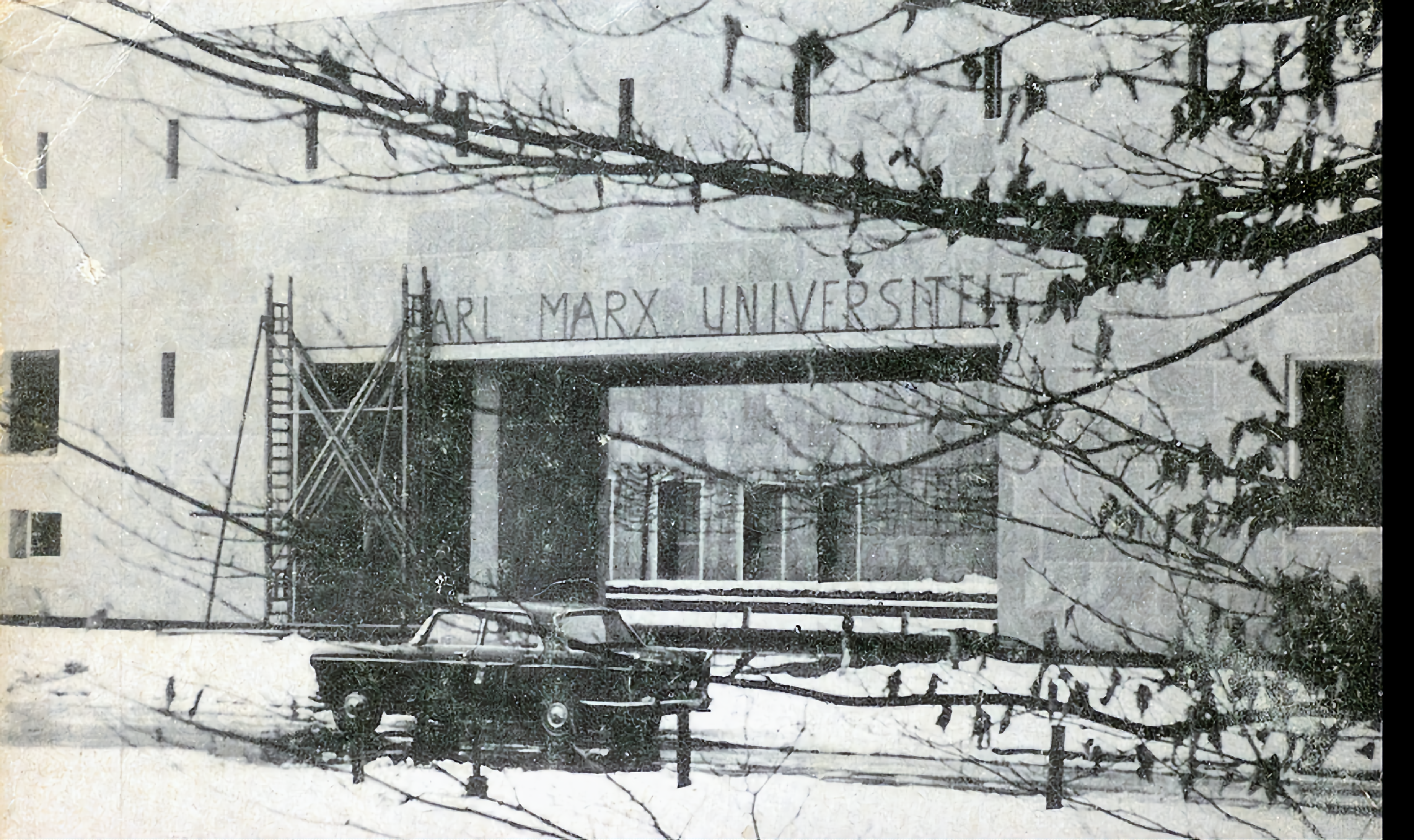

en de daaropvolgende Maagdenhuisbezetting van 1969 in Amsterdam, nadat er eerst in Parijs heftige studenten-opstanden waren geweest. Ook verbetering van het onderwijs en onderzoek stond vaak op het programma van de studentenvakbonden. Dit leidde bijvoorbeeld tot de oprichting van meer praktijk gericht onderwijs, projectwerk en wetenschapswinkels. In deze periode was er sprake van een (internationale) studentenbeweging. Ook de materiële noden van studenten hadden de aandacht, zoals de huisvesting en de hoogte van de collegegelden. In 1972 voerden de studentenvakbonden bijvoorbeeld krachtig actie tegen de verhoging van het collegegeld naar 1000 gulden. Zo gebruikte bijvoorbeeld de ASVA (de Algemene Studentenvereniging Amsterdam) de leus "1000 gulden... nooit", die jarenlang zichtbaar bleef op een muur op het Amsterdamse Roeterseiland. Ondanks grootscheeps protest kwam deze verhoging er toch, zij het enige jaren later.

## Nederlandse studentenvakbonden
- AKKU - Arnhem en Nijmegen, Radboud Universiteit en Hogeschool Arnhem en Nijmegen
- ASVA studentenvakbond - Amsterdam, Hogeschool van Amsterdam en Universiteit van Amsterdam
- GSb - Groningen, Rijksuniversiteit en Hanzehogeschool
- HSVb - Den Haag
- ISO - Landelijke koepel van studentenraadsfracties en vakbonden
- LSbo - Leiden, Universiteit Leiden, Hogeschool Leiden en Webster University
- LSVb - Landelijke federatie van studentenvakbonden
- MOSA - Maastricht, Universiteit Maastricht, Hogeschool Zuyd
- S.A.W - Wageningen, Universiteit Wageningen
- SOOZ - Zwolle, Christelijke Hogeschool Windesheim, Katholieke Pabo, Gereformeerde Hogeschool, ArtEZ, Deltion, AOC de Groene Welle, Landstede, Cibap
- SRB - Breda, Breda University of applied sciences, Avans Hogeschool Breda
- SRVU - Amsterdam, Vrije Universiteit
- Studentenvakbond Open Universiteit - Open Universiteit Nederland
- VSSD - Delft, Technische Universiteit, Haagse hogeschool Delft en InHolland Delft
- VIDIUS studentenunie - Utrecht, Hogeschool en Universiteit Utrecht
- ATSO Universiteit van Tilburg

NEWS, het platform voor Nederlandse studenten in het buitenland, beschouwt zichzelf niet een vakbond, maar behartigt wel de belangen van Nederlandse studenten aan buitenlandse universiteiten.

## Opgeheven Nederlandse studentenvakbonden
- Studentenvakbeweging (SVB) - een landelijke studentenvakbond, opgericht in 1963 door Ton Regtien. Eind jaren zestig radicaliseert de SVB maar wordt verlamd door ideologische discussies. In 1970 worden de activiteiten gestaakt.
- Algemene Rotterdamse Studenten Bond (opgericht in 1972)
- eLSU - Limburg, Hogeschool Zuyd, Universiteit Maastricht, Fontys Hogescholen
- FLeS - Leeuwarden, NHL Hogeschool, Christelijke Hogeschool Nederland en het Van Hall Instituut
- HASU - Landelijk, alle agrarische hogescholen
- Studentenvakbond NSEM - Maastricht, Universiteit Maastricht
- SVE - Ede, Christelijke Hogeschool Ede
- Tilburgse Studenten Federatie TSF, 1977-1980
- VSVb - Vlissingen, Hogeschool Zeeland
- WSO - Wageningen, Wageningen Universiteit (opgeheven in 2011)